# Thaumaleus claparedii
Thaumaleus claparedii är en kräftdjursart som beskrevs av Giesbrecht 1892. Thaumaleus claparedii ingår i släktet Thaumaleus och familjen Monstrillidae. Inga underarter finns listade i Catalogue of Life.